# Bitche en 1939
 (novembre 2024).
Cet article est une version détaillée de la section Évacuation en Charente et combats de la Ligne Maginot en 1940 de l'article Histoire de Bitche.

## Années 1939 et 1940
Pour un article plus général, voir Histoire de Bitche.
Le Reich allemand ne reste pas sans réagir à la construction de la Ligne Maginot, puisque l'Allemagne construit à son tour une ligne de défense frontalière, appelée le Westwall (mur de l'ouest), qui sera surnommée plus tard Ligne Siegfried par les Alliés.
Le 10 octobre 1938, Hitler visite le Westwall entre Sarrebruck et Deux-Ponts. Au mois de mai 1939, il vient passer une semaine entière dans le Palatinat pour bien souligner l'importance qu'il attache au Westwall. Alors que la ville et la région de Bitche regorgent de troupes françaises placées à proximité de la frontière pour parer à toute invasion nazie, Hitler vient assister à Walshausen, le 17 mai 1939, dans ce petit village situé à mi-chemin entre Deux-Ponts et Pirmasens, à des manœuvres allemandes qui représentent une attaque fictive de bunkers du Westwall. Partout où il passe, c'est un enthousiasme fanatique de la part de la population. Walshausen ne se situe pourtant qu'à 17 kilomètres au nord de la ville de Bitche.
Ce que la population frontalière allemande ignore encore, c'est que 78 villages du Palatinat, ainsi que les villes de Bad Bergzabern, de Pirmasens et de Deux-Ponts ont été inscrits dans une " zone rouge " par les dirigeants nazis. En cas de conflit, cette zone est à évacuer immédiatement.
Quant aux autorités bitchoises, elles sont informées de l'existence d'un plan d'évacuation de la ville et sa région dès l'année 1938. Le 1er septembre 1939, deux jours avant la déclaration officielle de la guerre de la France à l'Allemagne, est un jour fatidique pour les Bitchois. Les cloches de l'église Sainte-Catherine donnent le signal.

De jeunes gens sont envoyés dans les fermes voisines pour prévenir les habitants isolés du départ imminent de la population. À Bitche, toute la population se rassembla à la gare, avec 30 kilos de bagages par personne et un masque à gaz. Le convoi ferroviaire quitte la ville en début d'après-midi, le 1er septembre 1939, emportant les réfugiés qui laissent tout derrière eux, ignorant ce qui les attendait et même le lieu de leur destination. Un groupe de Bitchois, des agriculteurs principalement, quitte la cité en direction de Lemberg. Leur mission est de convoyer les animaux domestiques et de rejoindre ultérieurement la population. Un petit nombre d'habitants quitte la ville en voitures particulières.
Le convoi ferroviaire arrive en fin de soirée à Lutzelbourg, non loin de Phalsbourg, et c'est là que les réfugiés passent leur première nuit d'exilés dans des conditions souvent précaires. Certains dorment dans un cinéma, d'autres dans des bureaux, d'autres encore chez des particuliers. Lutzelbourg est devenu le point de rassemblement avant le grand départ vers l'inconnu. Au bout de quelques jours, le signal du départ est donné. Un premier convoi ferroviaire composé des habitants de Bitche prend le départ, suivi peu après par un second convoi composé des habitants des villages voisins. Ce n'est qu'à Juvisy, où a lieu la première grande halte, qu'une rumeur se met à circuler dans les wagons : la destination du train serait la Charente.
Les réfugiés bitchois arrivent ainsi à Confolens et à Barbezieux. Dès leur arrivée, les différentes familles sont dispersées dans les villages avoisinants ces deux villes. Elles sont logées dans des locaux souvent délabrés et sans confort. Les premiers contacts avec la population charentaise sont assez mitigés : les Charentais ont déjà dû accueillir des réfugiés espagnols et voilà que débarquent des Français parlant l'allemand. Sachant que les Bichois d'un certain âge ne comprennent pas le français, la réaction de ces Charentais est compréhensible. Ces Bitchois appartiennent à la génération germanisée de 1870 à 1918, alors que le territoire était sous domination allemande. Quant à des nombreux Charentais de l'ancienne génération, ils ne parlent que le patois de leur région. Et voilà que tous ces gens doivent vivre en communauté.
Certaines familles bitchoises doivent se partager des habitations et le moral des réfugiés n'est guère brillant. Des cantines sont créées pour nourrir les réfugiés ; des représentants de la mairie de Bitche s'installent à Confolens et Barbezieux pour faciliter l'implantation de ces déplacés bitchois. Chaque réfugié touche la maigre somme de 10 francs par jour, alors que les trois repas quotidiens coûtent déjà 8,50 francs. Au bout de quelques semaines, la population bitchoise achève pourtant son installation au sein de la population charentaise avec laquelle les contacts deviennent de plus en plus chaleureux. Il s'agit alors pour chaque homme valide de trouver une occupation ou un emploi. Certains trouvent du travail aux environs immédiats et jusqu'à Angoulême, distante de 70 kilomètres. Une poudrerie à Angoulême et un arsenal à Ruelle engagent quelques Bitchois ; d'autres trouvèrent un emploi dans leur spécialité d'origine (coiffeur, boulanger, boucher) et certains aident aux travaux des fermes. En outre, la période des vendanges est proche, et les propriétaires charentais ne peuvent que se réjouir de cette nouvelle main-d'œuvre disciplinée et laborieuse.
C'est ainsi que la vie des réfugiés bitchois se déroule au sein des Charentais jusqu'à l'arrivée des troupes allemandes quelques jours précédant l'armistice de 1940. Pendant ce temps, les troupes sur la frontière résistent et pour illustrer en quelques mots cet épisode, citons le texte de Weygand apposé à l'entrée de l'ouvrage militaire du Simserhof, sur la Ligne Maginot à proximité de Bitche :
" Le 1er juillet 1940. Officiers, sous-officiers et soldats ! 22 000 de vos camarades viennent de résister sur la Ligne Maginot pendant cinq jours après l'entrée en vigueur de l'Armistice. Enfermés et encerclés dans les ouvrages qu'ils avaient pour mission de défendre jusqu'au bout, ils ne furent pas touchés par l'ordre de cessez-le-feu et, refusant toute communication avec l'adversaire, poursuivirent la lutte jusqu'à ce que le Commandement français ait pu les avertir. Cette page de vaillance et de fidélité au devoir militaire s'ajoute à toutes celles que vous avez écrites.
Elle constitue le testament de l'armée d'aujourd'hui où celle de demain trouvera, avec le legs de gloire et les leçons de ses aînés, la foi dans son propre destin. Signé : Weygand. "
En juin 1940, le secteur bitchois de la Ligne Maginot est bien défendu par les éléments du 158e Régiment d'Infanterie Mécanisée (RIM) français. Les Allemands de la 257e Division d'Infanterie attaquent les positions françaises le 14 juin 1940. Dès le 15 juin 1940, à 22 heures, tous les postes avancés du 153e Régiment d'infanterie fortifié (RIF) français, notamment ceux du Hohwald et du Bitscherberg, se replient sur ordre après avoir détruit leur matériel. Sous les ordres du lieutenant-colonel Bonlarron, l'ouvrage fortifié du Simserhof résiste à l'attaque allemande en tirant plus de 15 000 obus du 15 au 25 juin 1940, causant des ravages dans les rangs allemands. L'ouvrage de la Ligne Maginot résiste ainsi jusqu'au 25 juin 1940, date d'entrée en vigueur de l'armistice dont les défenseurs du Simserhof prennent connaissance par radio. Cette nouvelle amène le lieutenant-colonel Bonlarron à diffuser l'ordre du jour suivant :
" Le 25 juin 1940 est un jour de deuil national pour la Patrie. Nous sommes vaincus. Mais les Allemands eux-mêmes ont rendu hommage à la vaillance déployée. L'ouvrage du Simserhof, jusqu'au bout, jusqu'à la minute du cessez-le-feu, a rempli vaillamment sa mission et nous gardons l'honneur. Dans ces derniers jours où, pour tous, la tristesse et les graves préoccupations n'ont pas manqué, j'ai trouvé dans toute la garnison la même ardeur, le même espoir tenace, la même volonté de tenir jusqu'au bout. Je vous en remercie de tout mon cœur et j'en reste fier. L'heure présente est aussi douloureuse pour les vieux soldats que pour les jeunes. Cherchons le réconfort dans l'accomplissement du devoir et préparons-nous pour la reconstitution de la Patrie blessée mais immortelle. Gardons au cœur le souvenir de notre Simserhof inviolé ."
Les troupes françaises de l'ouvrage continuent néanmoins à tenir leurs positions malgré l'armistice du 25 juin 1940. Elles attendent l'ordre officiel du gouvernement français d'arrêter les combats. Étrange similitude avec la fin du siège de Bitche de 1870-1871. Le lieutenant-colonel Bonlarron adopte la même attitude en 1940 que le colonel Teyssier en 1871.
Le 26 juin 1940, l'ouvrage du Simserhof est nettoyé, les archives militaires françaises sont brûlées, mais la garnison ne se rend toujours pas, allant même jusqu'à éconduire un parlementaire allemand. Quatre jours plus tard, le 30 juin 1940, le lieutenant-colonel Bonlarron est conduit au début de l'après-midi au Grand-Hohekirkel où le lieutenant-colonel Simon, de l'état-major du général Weygand, lui remet l'ordre officiel du général Georges : " L'armistice étant signé, le général commandant en chef les forces françaises sur le front nord-est donne l'ordre d'évacuer les ouvrages aux garnisons qui ont vaillamment résisté jusqu'ici sur la Ligne Maginot ".
Le 30 juin 1940, à 19 heures 30, les honneurs sont rendus une dernière fois au drapeau français qui flotte à l'entrée du Simserhof. La garnison française défile alors devant le lieutenant-colonel Bonlarron ainsi que devant une section allemande qui lui présente les armes. Quelques mètres plus loin, les soldats français déposent leur armement, et les officiers sont autorisés à garder leur sabre. Au soir du 30 juin 1940, les troupes allemandes de la 257e Division d'Infanterie peuvent occuper l'ouvrage du Simserhof et l'ensemble de la Ligne Maginot du secteur de Bitche.

## Sources
- Le Pays de Bitche 1900-1939, Joël Beck, 2005.
- Le Pays de Bitche, Didier Hemmert 1990.
- Bitche et son pays, André Schutz 1992.
- Les grelots du vent, images et mirages du Pays de Bitche, abbé Bernard Robin 1984.
- Un sablier de brumes, abbé Bernard Robin, 1989.
- Manteaux de grès et dentelles de sapin, abbé Bernard Robin 1992.
- Bitche et son canton, des origines à 1945, Francis Rittgen 1988.